# Fritz Lesch
Fritz Lesch (* 16. März 1898 in Eberswalde; † 12. Februar 1937 in Spanien) war ein deutscher Sportlehrer, Kommunist und Widerstandskämpfer. 

## Leben
Während des Ersten Weltkriegs wurde Fritz Lesch für die deutsche Kriegsmarine rekrutiert. Im November 1918 war Lesch in Kiel stationiert und gehörte als Matrose zu den aktiven Teilnehmern der Novemberrevolution. 1919 wurde er Mitglied der KPD. Lesch wurde zu einem der wichtigsten Funktionäre der deutschen Arbeitersportbewegung. Lesch wurde schon früh Mitglied des Arbeiter–Schwimmvereins Vorwärts, später beim ASV Fichte. Bis 1933 war er Sekretär des Westeuropäischen Büros der Roten Sport–Internationale.
Wegen seiner illegalen antifaschistischen Tätigkeit für die Reichsleitung der Kampfgemeinschaft für Rote Sporteinheit musste er 1934 aus Deutschland fliehen. Um den Kampf gegen den Faschismus dennoch fortsetzen zu können, ging er 1936 nach Spanien, um die republikanische Regierung gegen die Putschisten zu unterstützen. Fritz Lesch wurde Kommandeur einer Panzereinheit der Interbrigaden und fiel 1937 im Kampf.

## Ehrungen
- Die Fritz-Lesch-Straße in Berlin-Hohenschönhausen, an der sich u. a. das Sportforum Hohenschönhausen und die Werner-Seelenbinder-Schule befinden, ist nach ihm benannt.
- In Berlin gab es die Sportgemeinschaft Dynamo Fritz Lesch, die u. a. im Eishockey aktiv war.
- In Halle-Neustadt gab es die Fritz-Lesch-Schwimmhalle.
- In Berlin-Weißensee und im Rüdersdorfer Ortsteil Herzfelde gab es nach ihm benannte Polytechnische Oberschulen.
- In Eberswalde ist das Fritz-Lesch-Stadion nach ihm benannt.
- In Berlin-Adlershof ist eine komplette Freiluftsportanlage nach Lesch benannt worden.[2]